# جورج دبلیو. ام. رینولدز

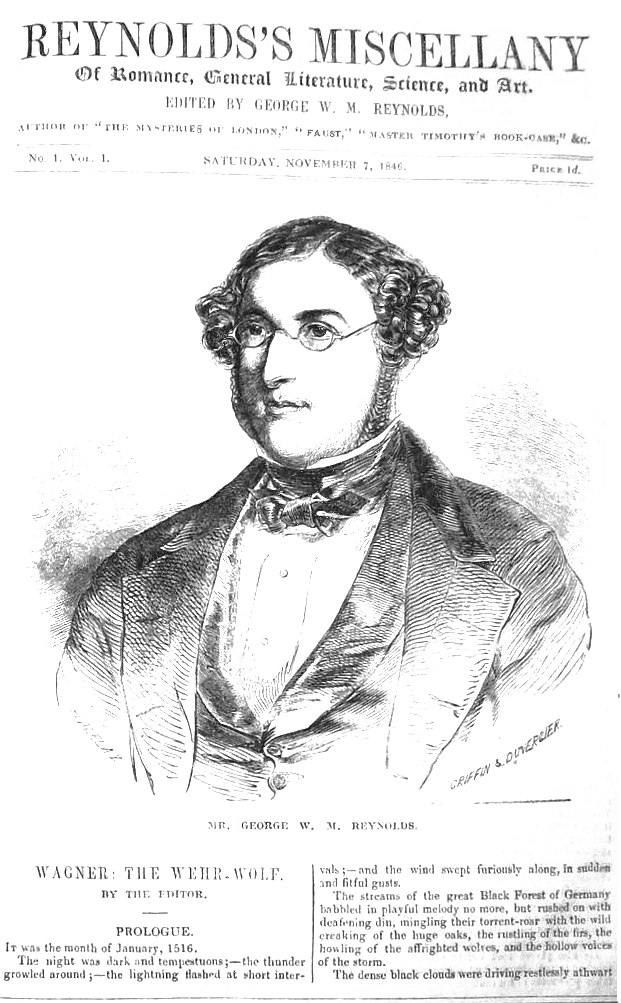
پرتره از رینولدز در اولین صفحه از شماره اول Reynolds's Miscellany در نوامبر ۱۸۴۶ میلادی، با قیمت یک پنی. نوشته اولین چیدمان از Wagner the Wehr-Wolf در پایین صفحه شروع می‌شود.

جورج ویلیام مک‌آرتور رینولدز (George William MacArthur Reynolds)‏ (۲۳ ژوئیه ۱۸۱۴ – ۱۹ ژوئن ۱۸۷۹)، یک داستان‌نویس و خبرنگار اهل بریتانیا بود.
رینولدز در ساندویچ، کنت متولد شد و فرزند سروان سِر جورج رینولدز بود، سِر رینولدز یک افسر پرچم‌دار در نیروی دریایی سلطنتی بود. رینولدز تعلیمات اولیه خود را در مدرسه دکتر نانسی در اشفورد، کنت کسب نموده و بعداً در کالج نظامی سلطنتی در ساندهورست وارد شد. در نخست او می‌خواست در ارتش بریتانیا کار کند، اما پس از مرگ والدینش در ۱۸۲۹ میلادی، با میراثی که به او مانده بود، تصمیم گرفت تا ارتش را ترک کرده و خود را وقف کارهای ادبی نماید. او، ساندهورست را در ۱۳ سپتامبر ۱۸۳۰ ترک کرد. چند سال بعدی را به ویژه در فرانسه، به سفر گذراند و تابعیت آن کشور را به‌دست‌آورد. او در ۱۸۳۴ میلادی در شهر پاریس ساکن شد و یک روزنامه انگلیسی را راه اندازی نمود. روزنامه ناکام شد و رینولدز در ۱۸۳۶ میلادی در حالت ورشکسته به انگلستان بازگشت.
رینولدز در اوایل ۱۸۴۰ میلادی به عنوان ویراستار در تیتوتالر (یک هفته‌نامهٔ مدافع تیتوتالیسم) کار کرد.

## نویسندگی
رینولدز یک داستان‌نویس پُربار بود که کار خود را با دغل باز جوان آغاز کرد، این داستان نخست در ۱۸۳۵ به چاپ رسیده و چندی بعد تحت عنوان پدرکش؛ یا، شغل جنایت جوان دوباره به چاپ رسید. پس از منتشر شدن نخستین رمان وی، رینولدز به عنوان ویراستار در مجله ماهانه(The Monthly Magazine) کار کرد و زمانی که در میان سال‌های ۱۸۳۷ و ۱۸۳۸ در این سمت بود، تحت نام مستعار «پاریسیانوس» مقاله می‌نوشت. کسی که امروزه تقریباً فراموش شده‌است، اما هنگام حیات خود حتی بیش از دیکنز و تاکری خواننده داشت؛ در اعلامیه فوتی وی، مجله تجارتی بوک‌سیلر رینولدز را «مشهورترین نویسنده عصر حاضر» خواند («اعلان فوتی» ۶۰۰). بهترین اثر شناخته شده وی، رمان سریالی دراز مدت وی به‌نام اسرار لندن (۱۸۴۴ میلادی) بود که مفاهیم خود را به‌طور آزادانه از اثر اوژن سو به‌نام اسرار پاریس (Les Mystères de Paris) گرفته بود. ۴۰٬۰۰۰ کاپی این داستان به‌طور قسط به فروش رسید و به‌طور کلی حدود یک میلیون کاپی قبل از این‌که تحت جلدهای منظم قرار داده شود به فروش رفت، ترجمه این داستان همچنین به زبان‌های فرانسوی، آلمانی، ایتالیایی و اسپانیایی در جریان بود. هرچند این داستان توسط مقامات غیرقانونی اعلام گردید، اما نسخه آلمانی آن در بازار سیاه روسیه جای‌گاه داستان مورد علاقه فرقه را به‌دست‌آورد.
اسرار لندن و داستان‌های سریالی حتی طویل‌تر وی به‌نام اسرار محکمه لندن از جمله کارهای اساسی در ژانر «اسرار شهری» دوره وکتوریا پنداشته می‌شوند، سبکی از ادبیات داستانی احساسی که عناصری از رمان‌های گوتیک – با کاخ‌های روح زده، دوشیزه نجیب و معصوم در مشقت و تبهکارهای بدجنس در این رمان‌ها – را در خود جا داده‌است تا داستان‌های تولید نماید که بر فقر، جنایت و خشونت در شهرها برزگ تأکید داشته و همچنین حاوی جزئیات و اغلب حس هم‌دردی نسبت به زندگی قانون‌شکن‌های رده پایین و لغت‌نامه‌های طویل از زبان دزدان باشد، تمامی این موارد با میل جنسی بی‌پرده که معمولاً در ادبیات عامه‌پسند یافت نمی‌شود، به هم بافته شده‌اند.
اسرار لندن، همانند بیشتر کارهای رینولدز، در نخست به عنوان پنی‌مخوف یا «پنی خون» به‌طور هفته‌وار چاپ می‌شد که تصاویری از حکاکی‌های رنگ پریده در آن وجود داشت و اساساً در میان خوانندگان دارای وضعیت مالی خوب و آموزشی محدود در جریان بود. هرچند این داستان از نظر شک‌گرایی دینی (یکی از شخصیت‌های اصلی در اسرار لندن روحانی بود که به آدم بی‌بند و بار تبدیل شده بود) و رادیکالیزم سیاسی رینولدز غیر معمول بود، اما داستان‌های وی اغلب برای خوانندگان طبقه متوسط یا پایین بود؛ این داستان‌ها شامل «کوتوله‌های کوهان‌دار، پیرزن‌های بد خلق، دزدان قبرستان بود [که] نوانخانه‌ها، زندان‌ها، محوطه‌های اعدام، آشپزخانه‌های دزدان و قبرستان‌ها را را در تاریکی می‌گشتند. خوانندگان وی می‌توانند برای آوردن مضمون‌های که در آن به‌طور مکرر یک دختر باکره به فاحشه تبدیل می‌شود، اتکا کنند.
داستان واگنر، گرگینه اثر رینولدز رمانی گوتیک بود که بیان می‌کرد چگونه شخصیت اصلی پس از پیمان بستن با اهریمن به یک گرگینه مبدل شد. داستان واگنر، گرگینه در ۱۹۷۵ میلادی توسط دوفر بوکس مجدداً چاپ گردید که در آن معرفی و زندگی‌نامه رینولدز توسط ای.اف. بلیلر بیان شده بود.
رمان‌های رینولدز در هر دو سوی اقیانوس برای مدت طولانی‌تری نسبت به بیشتر رمان‌های نویسندگان هم عصر وی چاپ می‌شد. نسخه ۱۸۷۵ سپرینا اثر رینولدز که در فیلادلفیا به چاپ رسید، فهرستی از ۴۰ رمان از جمله اسرار لندن را تحت عنوان «کارهای سترگ جورج دبلیو. ام. رینولدز» ارایه می‌کند و قیمت آن از ۵۰ سنت تا ۱ دلار بود. داستان اسرار محکمه لندن که به زبان‌های مراتی و اردو ترجمه شده‌است حتی در قرن بیستم به عنوان پُرفروش‌ترین کتاب در هندوستان باقی ماند. ترجمه مراتی این داستان که توسط کی.بی. ماندی در اوایل قرن بیستم صورت گرفته‌است دارای عنوان کارهای پنهانی نخبه‌های لندن بود. این اثر در مناطق مراتی-زبان بسیار مهشور بود و ارجاع‌های بی‌شماری به این متن در ادبیات اوایل قرن بیستم مراتی به وضوح قابل دید است.

## منشور گرایی
رینولدز یکی از شخصیت‌های برجسته در جنبش منشورگرا بود. در ۱۸۴۶ میلادی، او دو روزنامه به نام‌های گلچین ادبی رینولدز (RM) و ژورنال لندن (LJ) را تأسیس کرد. در ۱۸۴۹ میلادی، او روزنامه راهنمای سیاسی رینولدز را تأسیس نموده که بعداً در ماه می ۱۸۵۰ به هفت‌نامه رینولدز تغییر کرد و یک روزنامه رادیکال پیشتاز در عصر پسا منشورگرایی بود. این روزنامه برای مدت طولانی بعد از مرگ وی نیز فعال بود و نشرات خود را در ۱۹۶۷ میلادی به عنوان سندی سیتیزن پایان داد. ادوین بریت که یک منشورگرا و منتشرکننده پنی‌مخوف بود، به یک دوست همیشگی مبدل شد.
در میان سال‌های ۱۸۴۹ و ۱۸۵۶ میلادی او هر هفته هم برای راهنمای سیاسی رینولدز و هم برای هفته‌نامه رینولدز یک سرمقاله امضاء شده می‌نوشت و در آن نظریه‌های خود را در مورد موضوعات سیاسی روز بیان می‌کرد.
او در ۱۸۵۴ میلادی به هرن بی در کنت نقل مکن کرد و در آنجا به یکی از اعضای کمیسیون بهبود شهرک مبدل شد. رینولدز یکی از مدافعین جمهوریت‌خواهی بریتانیا بود؛ بیشتر کارهای خبرنگاری وی، به‌ویژه در جریان دهه ۱۸۷۰، «یک آجندای هم سطح‌سازی را در مقابل سلسله مراتب سنتی اجتماعی ترویج نموده و با صدای رسا بر مشکلات تخت بریتانیایی تأکید می‌کرد».

## آثار

### رمان‌ها
رینولدز یک رمان‌نویس پُربار بوده و فهرست کارهای وی طولانی است؛ مسئله با این حقیقت پیچیده‌تر می‌شود که ناشران آمریکایی اغلب نگارش کتاب‌های گوناگون که نویسنده آن‌ها معلوم نیست را به رینولدز نسبت می‌دهند. افزون بر آن، هرچند او به عنوان یک نویسنده پنی خون معروف است، اما تمامی کارهای وی در قالب قسط‌های پنی، ظاهر نمی‌شد.